# مریلین مکسول
مارول مریلین مکسول (انگلیسی: Marvel Marilyn Maxwell؛ ۳ اوت ۱۹۲۱ – ۲۰ مارس ۱۹۷۲) یک هنرپیشه سینما، و خواننده اهل ایالات متحده آمریکا بود.
از فیلم‌ها یا برنامه‌های تلویزیونی که وی در آن نقش داشته است می‌توان به قهرمان اشاره کرد.